# Gerhard Rieger
Gerhard Rieger (* 12. März 1935) ist ein ehemaliger deutscher Fußballtorwart, der ausschließlich für den FC Bayern München spielte und in 16 Punktspielen in der Oberliga Süd zum Einsatz kam. 

## Karriere
Rieger gehörte mit 21 Jahren dem Kader des FC Bayern München an, für den er in der Saison 1956/57 14 Punktspiele und erst wieder in der Saison 1960/61 zwei Punktspiele in der Oberliga Süd bestritt. Sein Debüt für die Bayern gab er am 25. November 1956 (10. Spieltag) bei der 0:1-Niederlage gegen den Karlsruher SC im Stadion an der Grünwalder Straße. Sein letztes Pflichtspiel für die Bayern absolvierte er am 29. April 1961 (30. Spieltag) beim 2:1-Sieg im Auswärtsspiel gegen den 1. FC Schweinfurt 05. Gerhard Rieger wurde 2017 für 70 Jahre Vereinsmitgliedschaft geehrt. Rieger ist Ehrenmitglied des FC Bayern München.